# Savjonej ha-Karmel
Savjonej ha-Karmel (hebrejsky סביוני הכרמל‎, někdy též Savjonej Denja, סביוני דניה‎) je čtvrť v jižní části Haify v Izraeli. Nachází se v administrativní oblasti Ramot ha-Karmel, v pohoří Karmel.

## Geografie
Leží v nadmořské výšce okolo 400 metrů, cca 6 kilometrů jihojihovýchodně od centra dolního města. Na jihu a jihozápadě s ní sousedí čtvrť Hod ha-Karmel, na jihovýchodě Haifská univerzita, na severozápadě Ramat Golda a Ramat Almogi a na severu Ramat Alon. Nachází se na vyvýšené terase, kterou ohraničují hluboká údolí, jimiž protékají četná vádí. Na západní straně je to Nachal Ovadja. Na východě terén klesá do vádí Nachal Katija, k severu míří Nachal Ben Dor. Údolí těchto sezónních toků jsou souvisle zalesněna. Hlavní dopravní osou této oblasti je třída Sderot Aba Chuši (lokální silnice číslo 672), ze které tu k východu odbočuje silnice číslo 705 do města Nešer. Populace je židovská.

## Dějiny
Byla zřízena jako součást masivní bytové výstavby, která od poloviny 70. let 20. století probíhala v této části města, v jejímž rámci došlo k rozšíření rezidenčních ploch. Plocha této městské části dosahuje 1,56 kilometru čtverečního). V roce 2008 tu žilo 2210 lidí (z toho 1990 Židů).